# 福煦岛

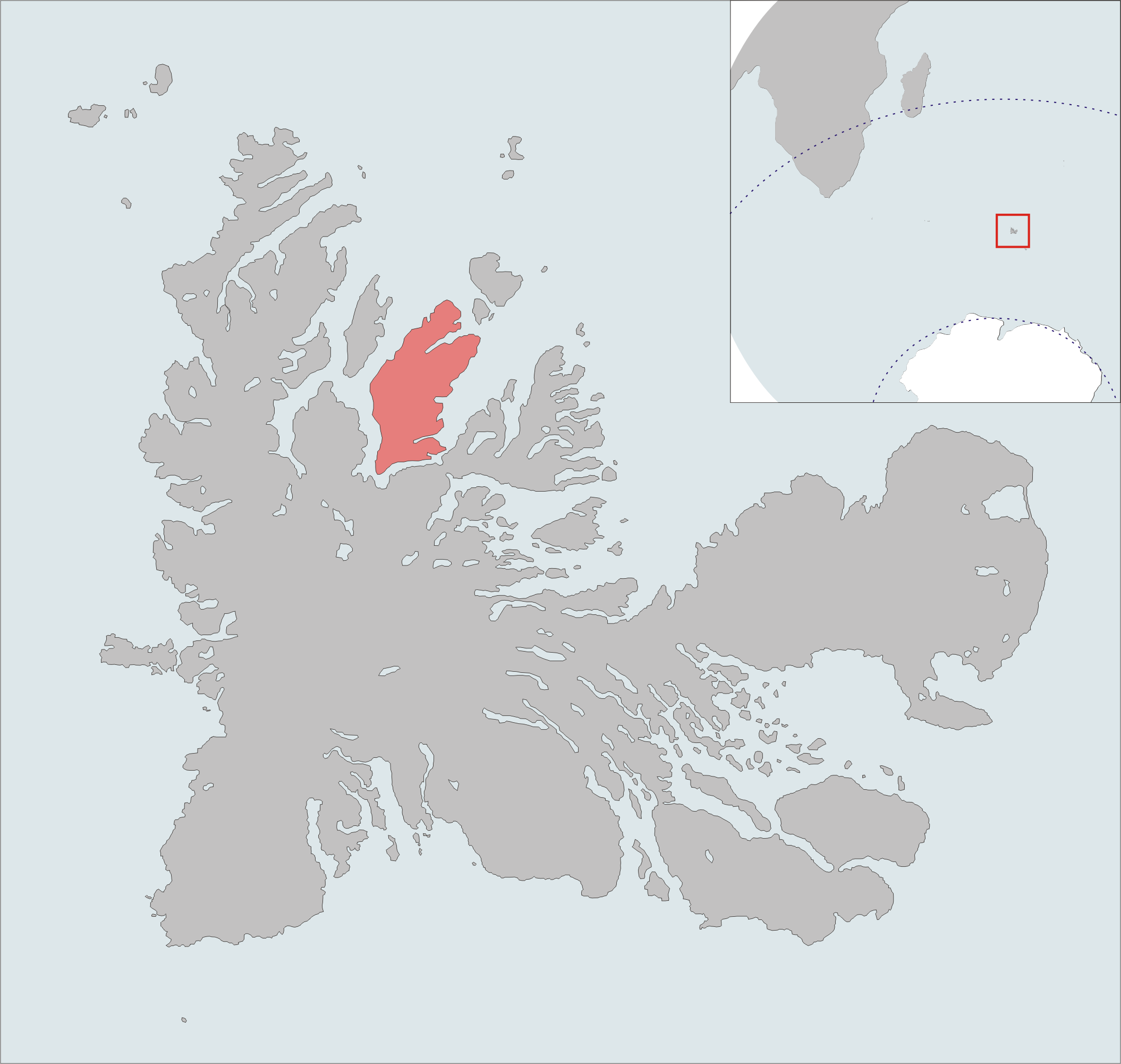
福煦岛的位置

福煦岛（Île Foch），为凯尔盖朗群岛第二大岛，位于主岛以北。该岛与主岛仅有一条狭窄的海峡相隔。该岛总面积206 km²，最高点为la Pyramide Mexicaine，海拔687米。该岛是群岛中最大的无入侵物种岛屿（无兔、猫、鼠等动物），使得它能够成为一个群岛原初生物系统的比照地。进入该岛受严格限制，一般以科学研究目的为主。